# Liste der Kulturdenkmäler in Bremm
In der Liste der Kulturdenkmäler in Bremm sind alle Kulturdenkmäler der rheinland-pfälzischen Ortsgemeinde Bremm aufgeführt. Grundlage ist die Denkmalliste des Landes Rheinland-Pfalz (Stand: 21. September 2023).

## Denkmalzonen
| Bezeichnung                 | Lage                       | Baujahr | Beschreibung                                       | Bild            |
| --------------------------- | -------------------------- | ------- | -------------------------------------------------- | --------------- |
| Denkmalzone Bremmer Calmont | nordöstlich des Ortes Lage |         | Weinbergterrassen; terrassiert angelegte Weinberge | Fotos hochladen |

## Einzeldenkmäler
| Bezeichnung                       | Lage                                        | Baujahr                     | Beschreibung | Bild                           |
| --------------------------------- | ------------------------------------------- | --------------------------- | --- | ------------------------------ |
| Storchenhaus                      | Am Storchenhaus 1 Lage                      | 1695                        | dreigeschossiges reiches Fachwerkhaus, teilweise massiv, Rähmbau, bezeichnet 1695 und 1696; Fachwerkanbau, teilweise massiv, bezeichnet 1670                                                                                | Fotos hochladen                |
| Wohnhaus                          | Am Storchenhaus 3 Lage                      | 1740                        | Fachwerkhaus, teilweise massiv, bezeichnet 1740 sowie Fachwerkhaus, teilweise massiv, 18. oder 19. Jahrhundert | BW                             |
| Wohnhaus                          | Am Storchenhaus 10 Lage                     | um 1900                     | Fachwerkhaus, teilweise massiv, um 1900 | BW                             |
| Wohnhaus                          | Am Storchenhaus 11 Lage                     | 17. Jahrhundert             | Fachwerkhaus, teilweise massiv, verputzt, Krüppelwalmdach, 17. Jahrhundert | BW                             |
| Wohnhaus                          | Am Storchenhaus 13 Lage                     | Ende des 19. Jahrhunderts   | Fachwerkhaus, teilweise massiv, Ende des 19. Jahrhunderts, um Drempel erhöht; Kelterhaus, Bruchstein | BW                             |
| Brunnen                           | Brunnenstraße Lage                          | 1813                        | Brunnen, Basalt, bezeichnet 1813, Umbau 1913 | Fotos hochladen                |
| Wohnhaus                          | Brunnenstraße 6 Lage                        | 1552                        | Fachwerkhaus, teilweise massiv, Ständerbau, Krüppelwalmdach, bezeichnet 1552; davor Bruchsteinhaus mit Gewölbekeller, 1400 (?)                                                                                              | BW                             |
| Wohnhaus                          | Brunnenstraße 11 Lage                       | 18. Jahrhundert             | Fachwerkhaus, teilweise massiv, Mansarddach, 18. Jahrhundert; angrenzend Fachwerkhaus, teilweise massiv, 19. Jahrhundert; zwei Takenplatten                                                                                 | BW                             |
| Wohnhaus                          | Brunnenstraße 39 Lage                       | 1810                        | Fachwerkhaus, teilweise massiv, bezeichnet 1810 | BW                             |
| Wohnhaus                          | Calmontstraße 8/10 Lage                     | 1824                        | Mansarddachbau, teilweise Fachwerk, bezeichnet 1824 | BW                             |
| Wohnhaus                          | Gartenstraße 2 Lage                         | 18. oder 19. Jahrhundert    | Fachwerkhaus, teilweise massiv, verputzt, 18. oder 19. Jahrhundert | BW                             |
| Katholische Kirche St. Laurentius | Kirchstraße Lage                            | Ende des 15. Jahrhunderts   | romanischer Westturm, Obergeschoss und Helm von 1841; zweischiffige Halle, Ende des 15. Jahrhunderts, Verlängerung 1895; bauliche Gesamtanlage mit dem ummauerten Friedhof, hier Grabkreuz, 18. Jahrhundert, barockes Kreuz | weitere Bilder Fotos hochladen |
| Wohnhaus                          | Kirchstraße 1 Lage                          | 16. Jahrhundert             | Fachwerkhaus, teilweise massiv, Ständerbau, 16. Jahrhundert | BW                             |
| Wohnhaus                          | Kirchstraße 3 Lage                          | 18. Jahrhundert             | Fachwerkhaus, teilweise massiv oder verputzt, Mansarddach, 18. Jahrhundert | BW                             |
| Wohnhaus                          | Kirchstraße 8 Lage                          | 16. Jahrhundert             | dreigeschossiges Fachwerkhaus, teilweise massiv, verputzt und verschiefert, Krüppelwalmdach, im Kern aus dem 16. Jahrhundert, im 17. Jahrhundert umgestaltet                                                                | BW                             |
| Wohnhaus                          | Kirchstraße 21 Lage                         | Anfang des 18. Jahrhunderts | Fachwerkhaus, teilweise massiv, Anfang des 18. Jahrhunderts | BW                             |
| Wohn- und Gasthaus                | Moselstraße 26 a–c Lage                     | ab 1626                     | Nr. 26a Bruchsteinbau mit Neurenaissancegiebel, um 1900, Tanzsaal; Nr. 26b barocker Mansarddachbau, 18. Jahrhundert; Nr. 26c dreigeschossiger Putzbau, teilweise Fachwerk, bezeichnet 1626 und 1747                         | BW                             |
| Wohn- und Geschäftshaus           | Moselstraße 27 Lage                         | 1624                        | Wohn- und Geschäftshaus; Bruchsteinbau, bezeichnet 1624 | BW                             |
| Wohnhaus                          | Moselstraße 40 Lage                         | 1847                        | Bruchsteinbau, bezeichnet 1847 | BW                             |
| Wegekreuz                         | Moselstraße, bei Nr. 47 Lage                | 1707                        | Wegekreuz, bezeichnet 1707 | BW                             |
| Wohnhaus                          | Moselstraße 48 Lage                         | um 1900                     | Bruchsteinhaus, „Moselstil“, um 1900 | BW                             |
| Michaelskapelle                   | Moselstraße, Ecke An der Kapelle Lage       |                             | offener Bruchsteinbau mit barockem Gitter | BW                             |
| Wohnhaus                          | Turmstraße 2 Lage                           | 18. Jahrhundert             | Fachwerkhaus, teilweise massiv, 18. Jahrhundert; Bruchsteinscheune, teilweise Fachwerk | BW                             |
| Zehnthaus                         | Turmstraße 5, Zehnthausstraße 8 Lage        | 15. Jahrhundert             | dreigeschossiger Bruchsteinbau, im Kern wohl aus dem 15. Jahrhundert | BW                             |
| Kloster Stuben                    | östlich des Ortes in der Moselschleife Lage | ab 1137                     | Ruine der einschiffigen Klosterkirche | weitere Bilder Fotos hochladen |
| Kreuzweg mit Kreuzkapelle         | südwestlich des Ortes Lage                  | 19. Jahrhundert             | Kreuzweg mit Kreuzkapelle, wohl aus dem 19. Jahrhundert; Kreuzweg, Bruchstein, Bildstocktyp, 20. Jahrhundert | BW                             |